# Râu de Mori
Râu de Mori là một xã thuộc hạt Hunedoara, România. Dân số thời điểm năm 2002 là 3561 người.